# 莱博尔德 (索恩-卢瓦尔省)
莱博尔德（法語：Les Bordes，法語發音：[le bɔʁd]）是法国索恩-卢瓦尔省的一个市镇，属于索恩河畔沙隆区。

## 地理
莱博尔德（46°53'47"N, 5°1'44"E）面积2.28 平方千米，位于法国勃艮第-弗朗什-孔泰大區索恩-卢瓦尔省，该省份为法国中部省份，北起顺时针与科多尔省、汝拉省、安省、罗讷省、卢瓦尔省、阿列省和涅夫勒省接壤。
与莱博尔德接壤的市镇（或旧市镇、城区）包括：索恩河畔布拉尼、索尼耶尔。

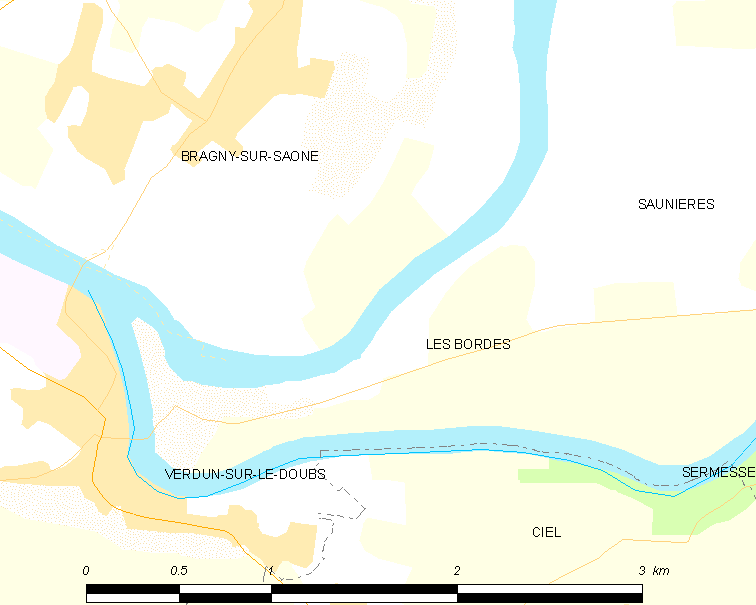
的OSM定位图

莱博尔德的时区为UTC+01:00、UTC+02:00（夏令时）。

## 行政
莱博尔德的邮政编码为71350，INSEE市镇编码为71043。

## 政治
莱博尔德所属的省级选区为热尔日县。

## 人口

1962-2008年间人口变化图示

莱博尔德于2022年1月1日时的人口数量为84人。